# Paralamyctes trailli
Paralamyctes trailli är en mångfotingart som först beskrevs av Gilbert Edward Archey 1917.  Paralamyctes trailli ingår i släktet Paralamyctes och familjen fåögonkrypare. Inga underarter finns listade i Catalogue of Life.